# Serra Pistoiese
Serra Pistoiese è una frazione del comune italiano di Marliana, nella provincia di Pistoia, in Toscana.

## Geografia fisica
La frazione si trova nella media Montagna pistoiese ad una altitudine di 850 metri s.l.m.. L'antico borgo di case in pietra ha una particolarità urbanistica singolare: fu costruito nel Medioevo, arroccato su un crinale assai stretto e lungo: tanto stretto che sulla cresta c'è praticamente posto solo per la strada centrale, longitudinale, e per circa due file laterali di case parallele, o poco più. In tal modo, la posizione infatti era facilmente difendibile dagli attacchi esterni, poiché i due versanti della cresta precipitano, letteralmente, a Sud-Est verso la valle del Torrente Pescioline ed a Nord-Ovest verso il Torrente Pescia di Calamecca.

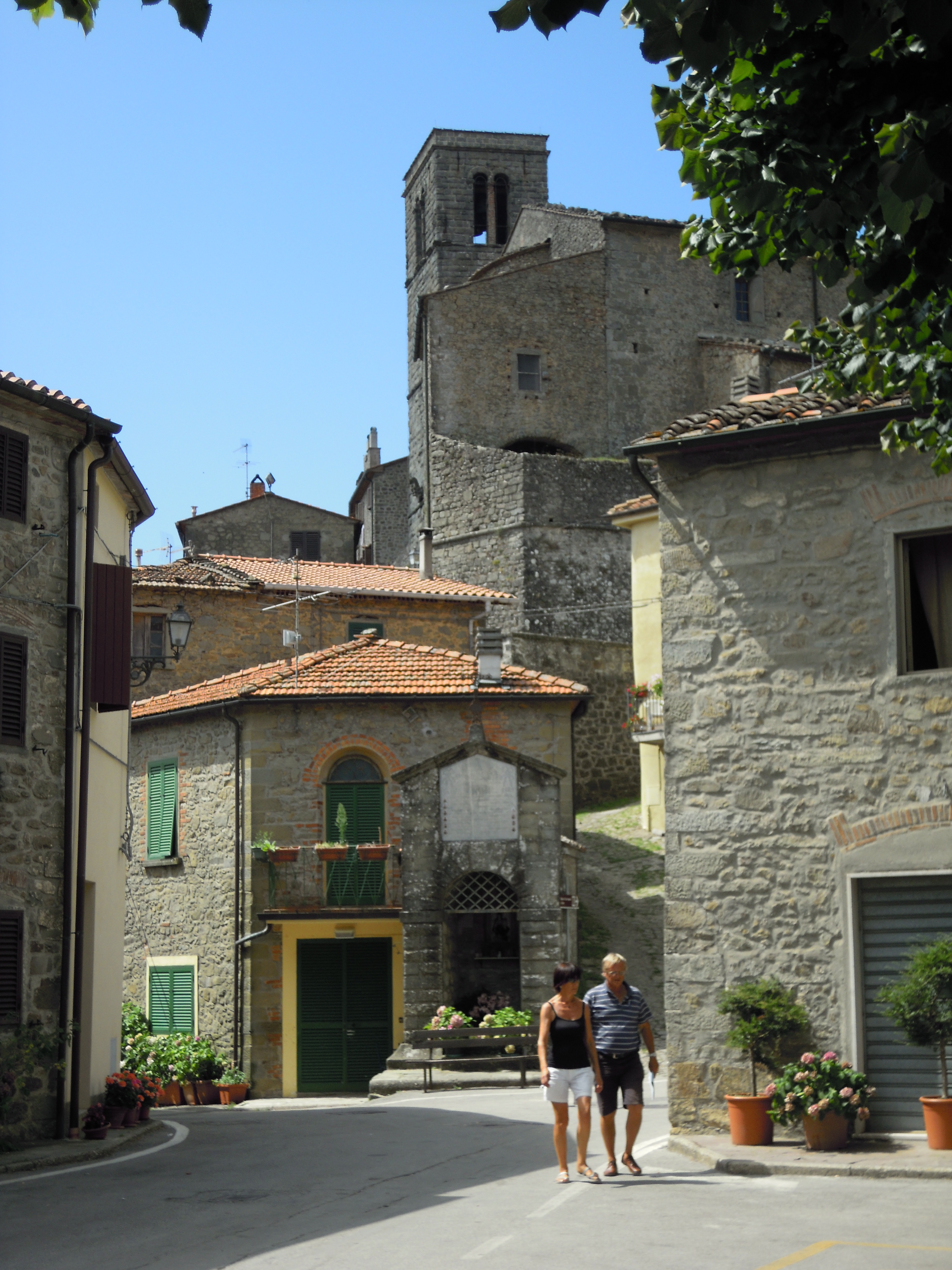
Piazza Trieste, veduta del castello e del bastione.

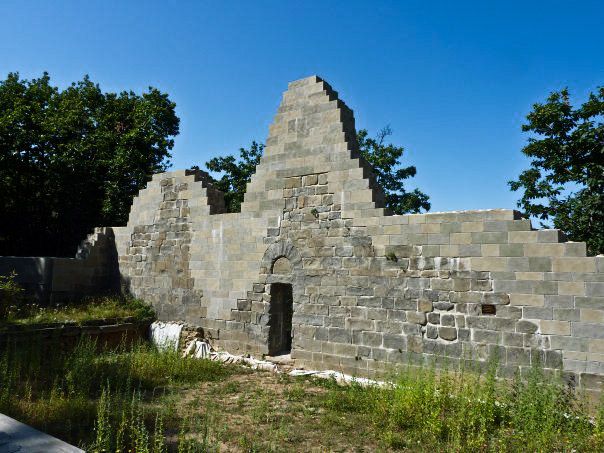
I ruderi restaurati della Pieve di Sant'Andrea di Furlafo nei boschi di Serra Pistoiese.

## Storia
La prima memoria di Serra si ha nel 1040 come fortilizio dei Conti Alberti di Capraia; successivamente fu ceduta ai pistoiesi alla fine del XIII secolo. Il castello fu distrutto nel 1327 dal console a vita di Lucca Castruccio Castracani degli Antelminelli, ma venne riedificato prontamente.

## Monumenti e luoghi d'interesse
Dentro il borgo fortificato si trova l'antica chiesa di San Leonardo, in pietra anch'essa, eretta dopo la distruzione del paese ad opera di Castruccio Castracani; il suo antico organo è considerato uno dei migliori della provincia di Pistoia; per questa ragione, spesso vi si tengono concerti. Nel campanile fu ricavata la porta di accesso all'intero borgo.
In fondo al versante di Sud-Est, si possono visitare i ruderi dell'antichissima pieve di Sant'Andrea di Furfalo, detta la "Pievaccia", parzialmente restaurata di recente. La Pieve rivestì particolare importanza nel Medioevo al tempo delle lotte tra i Longobardi ed i Bizantini, risalenti al VII ed VIII secolo, poiché con altre pievi, quale quella di Neure nella Valle del Fiume Nievole, faceva parte di una linea di difesa strategica che serviva a fronteggiare l'avanzata dei Longobardi dalla Lucchesia verso la Montagna Alta di Pistoia.

## Cultura

### Eventi
- Piazzette in Festa (sabato successivo a Ferragosto). Un percorso storico-gastronomico per le vie del borgo medievale dove degustare piatti della cultura contadina (necci di farina di castagne, polenta nel paiolo, zuppa di pane, farinata di cavolo nero ecc). Istituita nel 1991, Piazzette in Festa richiama nel borgo medievale migliaia di persone ogni anno. Fanno da cornice al percorso gastronomico il corteo storico con gli sbandieratori, il mercatino degli artigiani del ferro, del legno, della carta, del vetro e gli artisti di strada. Dato l'elevato numero di persone coinvolte nell'organizzazione e  varie difficoltà di altra natura, dal 2015 non si è più tenuta.
- Addolciamoci (metà agosto).
- Sagra della Patata Fritta (ultima domenica di settembre). Nel centro storico viene allestita un'enorme padella in acciaio di circa 3 metri di diametro dove vengono fritte le patate. Il concorso è aperto a tutti i coltivatori della Valdinievole e ha visto esposte patate che superavano anche i 4 chilogrammi.
- Processione per la Vergine Maria (7 settembre). Processione notturna in onore della Beata Vergine con partenza dalla chiesa parrocchiale.

## Economia
Nel passato l'economia di Serra Pistoiese era basata sull'agricoltura, sull'allevamento del bestiame, sulla silvicoltura e soprattutto sulla castanicoltura.
La scarsa fertilità dei terreni di montagna, sabbiosi e calestrosi, con poco strato arabile, ha limitato lo sviluppo dell'agricoltura locale: le produzioni erano rappresentate da un poco di grano o segale, patate, fagioli, ortaggi e fieno. A ciò si aggiungevano le castagne, disseccate nel metato, da cui si ricavava con la macinazione la farina dolce per fare necci, castagnacci e polenta dolce. Questi alimenti costituivano la base dell'alimentazione dei montanari, tanto che gli studiosi di storia economica hanno definito l'assetto economico-produttivo locale economia del castagno, tenendo presenti anche le altre numerose utilizzazioni dei castagneti, che oltre ai frutti fornivano legna da ardere, legname da opera per l'artigianato del mobile rustico, tavole e morali per l'edilizia, paleria, fascine e perfino miele, grazie alle api bottinatrici dei fiori dei castagni. Una parte della legna veniva trasformata in carbone dolce con la carbonaia. Spesso i carbonai del luogo si recavano nel Meridione ed in Sardegna, ma anche in Francia e in Corsica per produrre carbone in quelle terre lontane. Poi vi erano i prodotti dell'allevamento soprattutto ovino, ma anche di bassa corte: forniva latte, formaggio, ricotta, carne e lana. Un apporto di una qualche importanza lo fornivano la raccolta dei funghi, gli alberi da frutto ed i piccoli frutti.